# Sergej Dovlatov

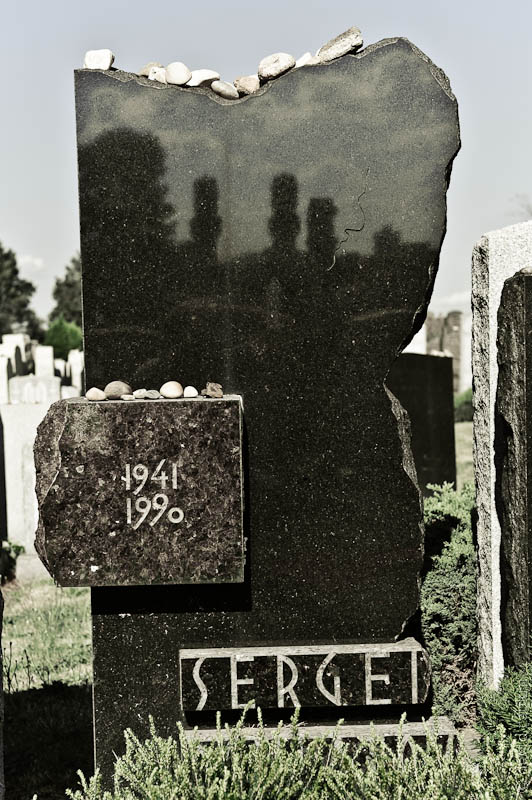
Graf

Sergej Donatovitsj Dovlatov (Russisch: Серге́й Дона́тович Довла́тов) (Oefa, 3 september 1941 - New York, 24 augustus 1990) was een Russisch schrijver van Armeens-Joodse afkomst van (vaak autobiografische) korte verhalen en romans. Dovlatov werd geboren in Oefa, in het zuiden van Rusland. Zijn ouders zijn de regisseur Donat Mechik (1909—1995) en de literair corrector Nora Dovlatova (1908—1990). In 1944 verhuisde het gezin naar Leningrad. In 1959 begon hij een studie Finse taal- en letterkunde aan de linguïstische faculteit van de Zhdanov-universiteit in Leningrad, waar hij twee en een half jaar later werd geschorst wegens slechte resultaten. Daarna vervulde hij zijn militaire dienstplicht als bewaker in een Goelag gevangenenkamp in de deelrepubliek Komi. Over deze belevenissen schreef hij later "Het Kamp: aantekeningen van een bewaarder". De schrijver Joseph Brodsky herinnert zich dat Dovlatov uit het leger terugkeerde als «Tolstoj uit de Krim met een bundel verhalen en een zekere verbijstering in zijn blik». Dovlatov werd toegelaten tot de faculteit journalistiek van de Leningradse universiteit, hij werkte voor het studentenblad van de zeevaartschool Za kadry werfjam ("achter de werven") en schreef verhalen. 
Dovlatov maakte naam als journalist in Leningrad, maar het lukte hem niet zijn literaire werk uitgegeven te krijgen. Nadat hij in Leningrad bij de schrijversbond in ongenade was gevallen, verhuisde hij naar Tallinn, waar hij artikelen schreef voor verschillende kranten (waaronder Vetsjernij Tallinn en Sovetskaja Estonija). Over zijn periode in de Estse hoofdstad schreef hij het boek "Compromissen". Tevens werkte hij een tijdlang als gids in een openluchtmuseum bij Pskov gewijd aan Aleksandr Poesjkin. Over zijn tijd als gids schreef hij de roman "Het reservaat". In 1975 keerde hij terug naar Leningrad.
In 1978 kreeg Dovlatov toestemming de Sovjet-Unie te verlaten; hij vestigde zich met zijn gezin in New York, in de Verenigde Staten, waar hij een baan kreeg als eindredacteur van een Russischtalige krant. In ditzelfde jaar werden zijn eerste twee boeken bij een westerse uitgeverij gepubliceerd. Op 24 augustus 1990 overleed Dovlatov op 48-jarige leeftijd onverwacht aan een hartstilstand. Hij is begraven op de joodse begraafplaats Mount Hebron in de New Yorkse wijk Queens.

## Belangrijkste werken
- Compromissen (Компромисс), 1981
- Het Kamp: aantekeningen van een bewaarder (Зона: Записки надзирателя), 1982
- De onzen (Наши), 1983
- Het reservaat (Заповедник), 1983
- Het ambacht: een roman in twee delen (Ремесло: Повесть в двух частях), 1985
- De vreemdelinge (Иностранка), 1986
- De koffer (Чемодан), 1986
- Het filiaal (Филиал), 1990

- Bibsys: 90151232
- Biblioteca Nacional de España: XX1147330
- Bibliothèque nationale de France: cb125104238 (data)
- Catàleg d'autoritats de noms i títols de Catalunya: 981058607943306706
- CiNii: DA02569496
- Gemeinsame Normdatei: 119538156
- International Standard Name Identifier: 0000 0001 2276 291X
- Library of Congress Control Number: n79068738
- Nationale Bibliotheek van Letland: 000028489
- Bibliotheek van het Japanse parlement: 00746185
- Nationale Bibliotheek van Tsjechië: jn19990001838
- Nationale bibliotheek van Australië: 35955187
- Nationale Bibliotheek van Israël: 987007308732905171
- Nationale Bibliotheek van Polen: a0000003074999
- Nationale en Universitaire bibliotheek Zagreb: 000198845
- Nederlandse Thesaurus van Auteursnamen: 070239320
- Réseau des bibliothèques de Suisse occidentale: 02-A000052863
- Istituto Centrale per il Catalogo Unico: LO1V040146
- LIBRIS: 209002
- SNAC: w6j10p9f
- Système universitaire de documentation: 034339256
- Virtual International Authority File: 9954395
- WorldCat: E39PBJmxWQMGffcbRt9yQPbmVC